# Вязовка (приток Малого Кинеля)
Вязовка — река в России, протекает по оврагу Вязники в Самарской области. Устье реки находится в 15 километрах от устья по левому берегу реки Малый Кинель. Общая протяжённость реки — 22 километра. Истоки реки лежат в окрестностях Марьевки.

## Данные водного реестра
По данным государственного водного реестра России относится к Нижневолжскому бассейновому округу, водохозяйственный участок реки — Большой Кинель от истока и до устья, без реки Кутулук от истока до Кутулукского гидроузла. Речной бассейн реки — Волга от верхнего Куйбышевского водохранилища до впадения в Каспий.
Код объекта в государственном водном реестре — 11010000812112100008418.